# Païta
Païta is een gemeente in Nieuw-Caledonië en telt 20.616 inwoners (2014). De oppervlakte bedraagt 699,7 km², de bevolkingsdichtheid is 29,5 inwoners per km².
In Païta is de Aéroport de Nouméa - La Tontouta gelegen, de grootste internationale luchthaven van het eiland en het gebiedsdeel. De luchthaven ligt daarmee 50 km ten noordwesten van Nouméa.

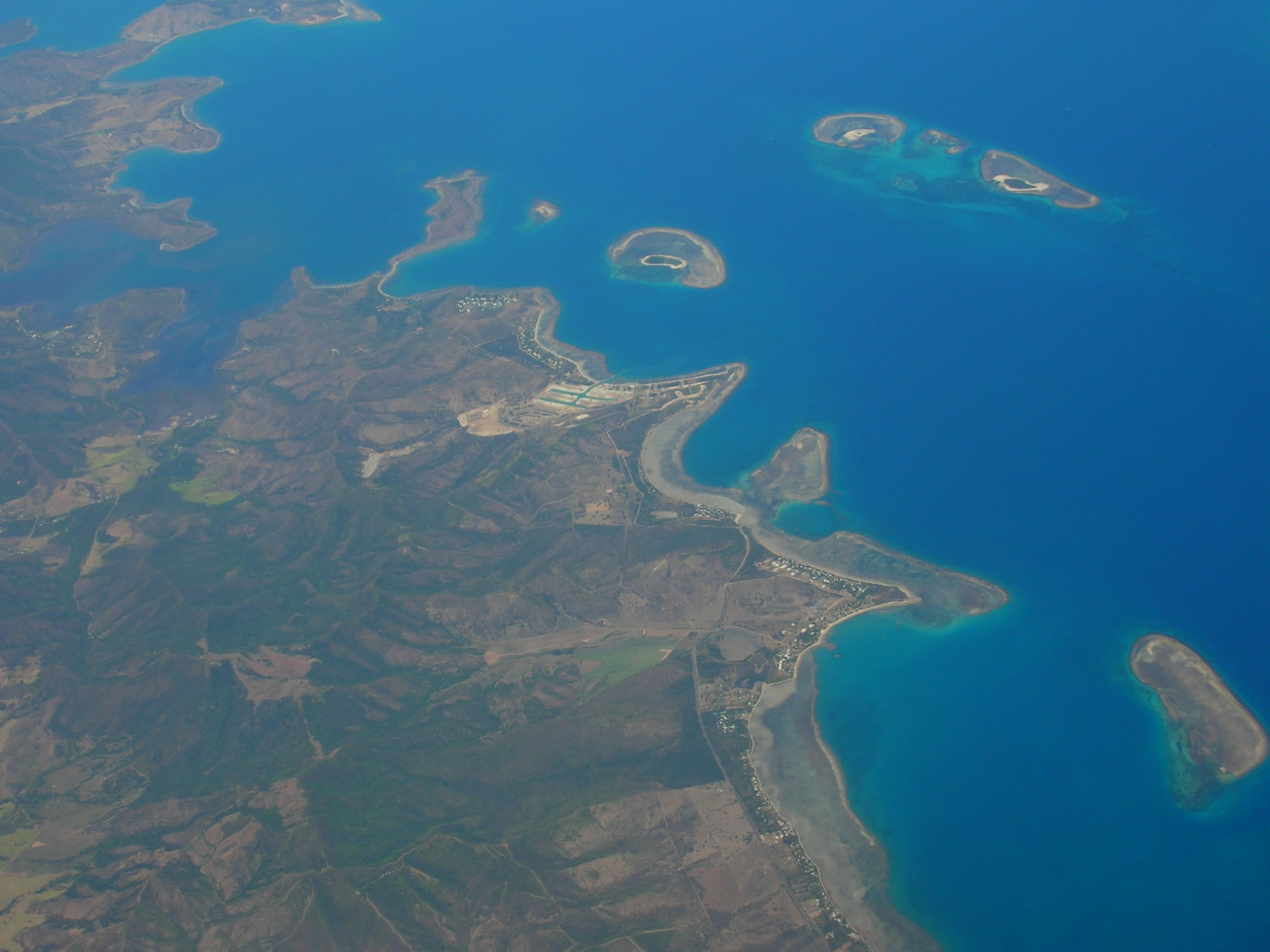
Païta